# マウンテンニアラ
マウンテンニアラ (学名：Tragelaphus buxtoni) は、ウシ科ブッシュバック属に分類される偶蹄類。

## 分布
エチオピア固有種

## 形態
体長オス240-260センチメートル、メス190-200センチメートル。体高オス120-135センチメートル、メス90-100センチメートル。体重オス180-250キログラム、メス150-200キログラム。背面正中線には約10センチメートルの体毛が鬣状にやや伸長する。頸部腹面から腹部にかけて体毛は伸長しない。毛衣は灰褐色や暗褐色。胴体背面に2-5本の不明瞭な白い横縞が入る。体側面や大腿部には白い斑点が入る。鬣は頸部が暗褐色、胴体は白と褐色。
幼獣の毛衣は黄褐色。オスにのみ外側へ向かって1-2回ねじれる角がある。角長118センチメートル。角の表面には畝がある。

## 生態
標高3,500-3,800メートルにある草原や藪地、低木林、湿地などに生息する。雨季になると標高約2,700メートルへ移動する。オスは単独か若いオスだけで群れを形成し、メスと幼獣は4-6頭の小規模な群れを形成して生活する。
食性は植物食で、木の枝、芽、葉、草などを食べる。
繁殖形態は胎生。11-12月に交尾を行い、妊娠期間は6か月。1回に1頭の幼獣を産む。メスは生後2年で性成熟する。

## 人間との関係
開発や野焼き、放牧による生息地の破壊などにより、生息数は減少している。本種の生息に適した地域を自然保護区に指定する、本種が生息する国立公園内の整備や家畜の排除などの保護対策が進められている。1988年における生息数は2,000-4,000頭、1998年における生息数は約2,650頭と推定されている。